# Yeke yeke
Yeke yeke is de derde single van het album Parels van K3. De single kwam in 1999 uit.
In de Vlaamse Ultratop 50 stond de single 12 weken genoteerd met als hoogste positie nummer 4. In Nederland kwam de single de hitlijsten niet binnen.

## Tracklist
1. Yeke yeke (3:26)
2. Yeke yeke (instrumentaal) (3:26)

## Hitnoteringen

### VlaamseUltratop 50
| Hitnotering: 04-09-1999 t/m 20-11-1999 | Hitnotering: 04-09-1999 t/m 20-11-1999 | Hitnotering: 04-09-1999 t/m 20-11-1999 | Hitnotering: 04-09-1999 t/m 20-11-1999 | Hitnotering: 04-09-1999 t/m 20-11-1999 | Hitnotering: 04-09-1999 t/m 20-11-1999 | Hitnotering: 04-09-1999 t/m 20-11-1999 | Hitnotering: 04-09-1999 t/m 20-11-1999 | Hitnotering: 04-09-1999 t/m 20-11-1999 | Hitnotering: 04-09-1999 t/m 20-11-1999 | Hitnotering: 04-09-1999 t/m 20-11-1999 | Hitnotering: 04-09-1999 t/m 20-11-1999 | Hitnotering: 04-09-1999 t/m 20-11-1999 | Hitnotering: 04-09-1999 t/m 20-11-1999 |
| Week:                                  | 1                                      | 2                                      | 3                                      | 4                                      | 5                                      | 6                                      | 7                                      | 8                                      | 9                                      | 10                                     | 11                                     | 12                                     |                                        |
| -------------------------------------- | -------------------------------------- | -------------------------------------- | -------------------------------------- | -------------------------------------- | -------------------------------------- | -------------------------------------- | -------------------------------------- | -------------------------------------- | -------------------------------------- | -------------------------------------- | -------------------------------------- | -------------------------------------- | -------------------------------------- |
| Positie:                               | 16                                     | 6                                      | 4                                      | 6                                      | 9                                      | 9                                      | 13                                     | 14                                     | 17                                     | 22                                     | 30                                     | 39                                     | uit                                    |

### VlaamseRadio 2 Top 30
| Hitnotering: 04-09-1999 t/m 13-11-1999 | Hitnotering: 04-09-1999 t/m 13-11-1999 | Hitnotering: 04-09-1999 t/m 13-11-1999 | Hitnotering: 04-09-1999 t/m 13-11-1999 | Hitnotering: 04-09-1999 t/m 13-11-1999 | Hitnotering: 04-09-1999 t/m 13-11-1999 | Hitnotering: 04-09-1999 t/m 13-11-1999 | Hitnotering: 04-09-1999 t/m 13-11-1999 | Hitnotering: 04-09-1999 t/m 13-11-1999 | Hitnotering: 04-09-1999 t/m 13-11-1999 | Hitnotering: 04-09-1999 t/m 13-11-1999 | Hitnotering: 04-09-1999 t/m 13-11-1999 | Hitnotering: 04-09-1999 t/m 13-11-1999 |
| Week:                                  | 1                                      | 2                                      | 3                                      | 4                                      | 5                                      | 6                                      | 7                                      | 8                                      | 9                                      | 10                                     | 11                                     |                                        |
| -------------------------------------- | -------------------------------------- | -------------------------------------- | -------------------------------------- | -------------------------------------- | -------------------------------------- | -------------------------------------- | -------------------------------------- | -------------------------------------- | -------------------------------------- | -------------------------------------- | -------------------------------------- | -------------------------------------- |
| Positie:                               | 16                                     | 6                                      | 4                                      | 6                                      | 9                                      | 9                                      | 13                                     | 14                                     | 17                                     | 22                                     | 30                                     | uit                                    |